# アルド印刷所

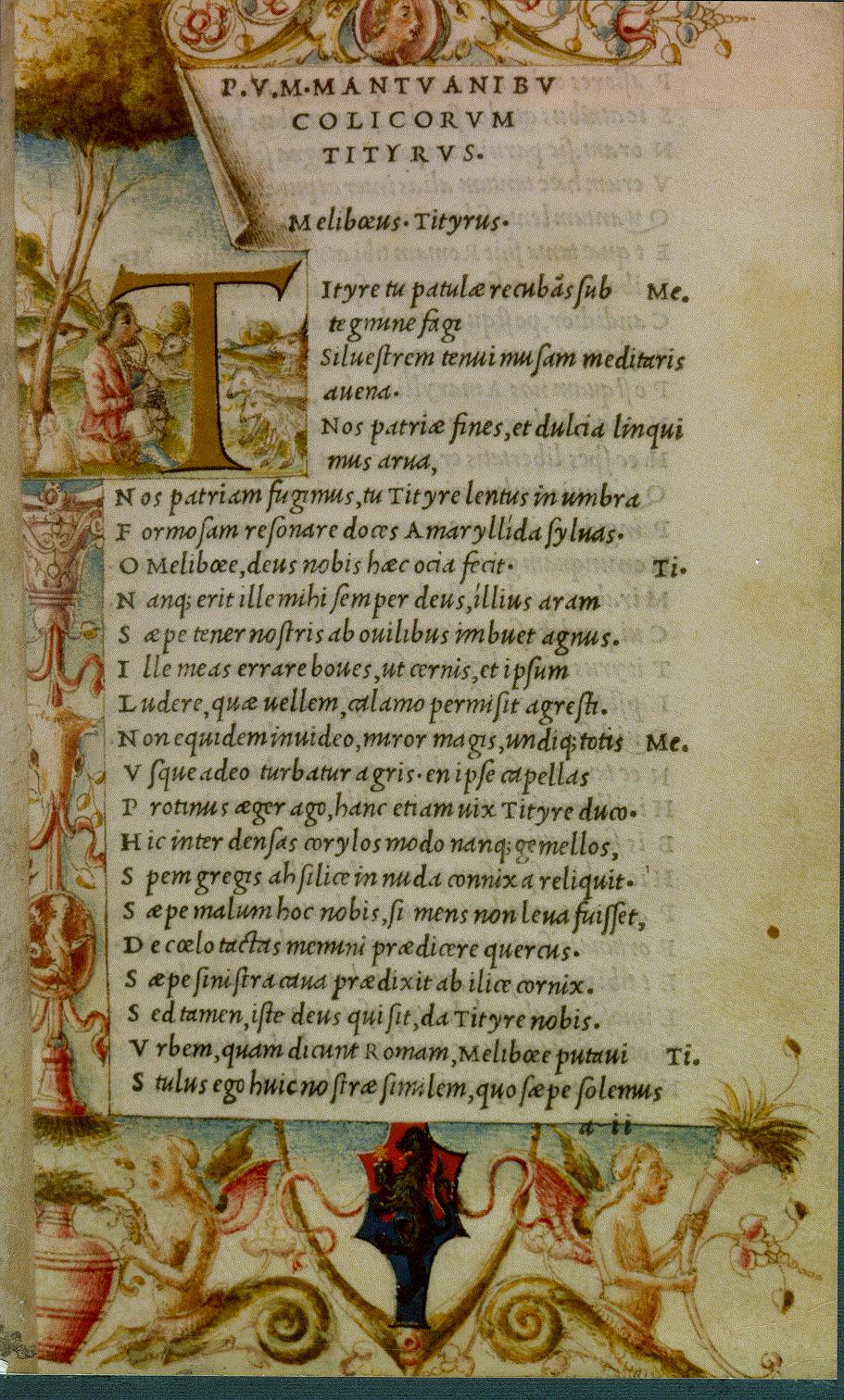
1501年のアルド版ウェルギリウス（ジョン・ライランズ図書館蔵）、標準的な八折り判アルド版の最初のもの

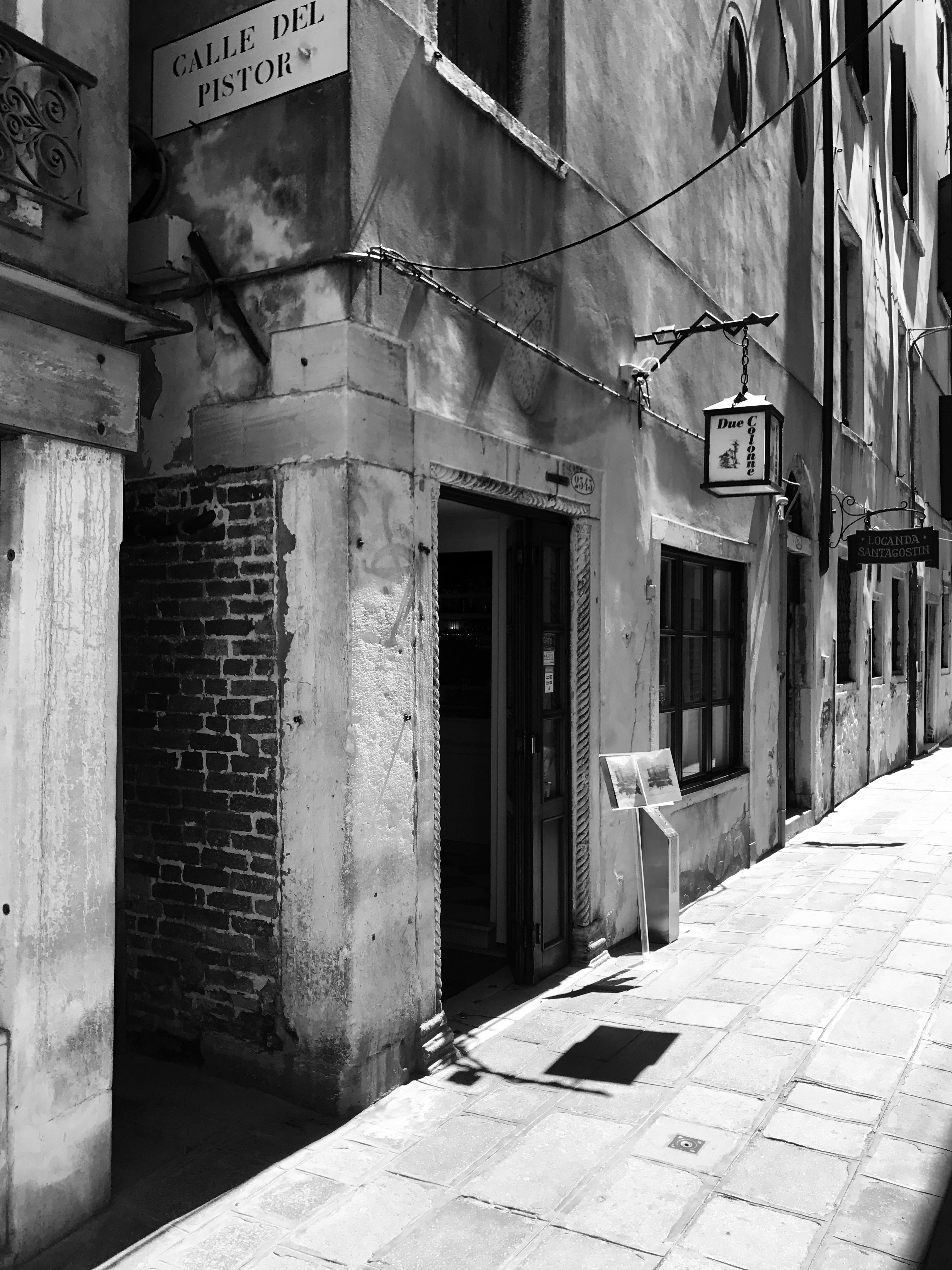
アルド印刷所の創業地。civico numero 2343 Calle della Chiesa, San Polo on the campo Sant'Agostin

アルド印刷所（Aldine Press）は、1494年にヴェネツィアでアルドゥス・マヌティウス（ラテン語名。イタリア語名はアルド・マヌーツィオ）によって設立された印刷所である。この印刷所から、有名な古典のアルド版（Aldine、アルドゥス版とも。ラテン語とギリシア語の名作群、およびより近代的な作品数点）が発行された。彼の名義で印刷された最初の本は1495年に出版された。
アルド印刷所は、タイポグラフィの歴史においてはとりわけイタリック体の導入で有名である。また、現代のペーパーバック版と同様に持ち運びやすさと読みやすさを重視した、小さな八折り判サイズの印刷本やノンブル（ページ番号）および索引を付した本をはじめて発行したのもアルド印刷所である。カート・F・ビューラーによると、同印刷所はマヌティウスの下での20年間の活動の間に132冊の本を発行した。今日、ヴェネツィアのアルド印刷所によって印刷された一連の古書は 「アルド版（Aldines）」と呼ばれている。

## 沿革

### 創業
アルド印刷所の創業者であるアルドゥス・マヌティウスは、元々人文主義の学者・ギリシア語教師であったが、1489年ないし1490年にヴェネツィアへ渡り、この印刷所を始めた。彼の印刷業に対する関心は、人文主義学者たちからの影響に加え、古典に対する愛着や使用していたテキスト等に対する不満から徐々に醸成されていたが、当時の政治的不安の高まりや、戦争によって貴重なギリシア語文献が失われてしまう事への危惧がこれを後押ししたと考えられる。また、マヌティウスは当時学問と芸術の中心地であったフィレンツェではなく、商業と印刷業の中心地ヴェネツィアを選んだ。1492年にロレンツォ・デ・メディチが没しフィレンツェの隆盛には陰りが出てきていた一方で、ヴェネツィアには多くのギリシア人がギリシア（主にクレタ島）からトルコの支配から逃れる形で避難してきており、印刷業の発展や政治経済の隆盛とも相まって、ギリシア語文献の印刷業を始めるには有利な環境が整っていたことが、ヴェネツィアを選んだ理由と考えられる。
ヴェネツィアに赴いたマヌティウスは、アンドレア・トッレザーニに出会う。トッレザーニは1470年代中頃、当時のヴェネツィアで最も有力な印刷業者であったニコラ・ジャンソンの工房に弟子入りした。ジャンソンが亡くなる前年の1479年に印刷設備を譲り受け、マヌティウスと出会う頃にはヴェネツィア印刷業界の有力者の一人となっていた。印刷所の持ち分は、当時の総督であったアゴスティーノ・バルバリーゴの甥であるピエルフランチェスコ・バルバリーゴが半分を、トッレザーニがもう半分を所有するという契約であった。マヌティウスは、トッレザーニの持ち分のさらに5分の1、つまり全体の1割を所有することとなった。マヌティウスは主に学術的部分と編集を担当し、財政的および運営上の問題についてはバルバリーゴとトッレザーニに任せていた。
こうして1494年に事業を開始したマヌティウスは、1496年にはサン・ポーロ地区のサンタゴスティン広場、現在のサン・ポーロ地区 numero civico（住居番号）2343、calle della Chiesa（教会の小路）の「テルマエ」という建物に自らの印刷所を開設した。この場所は現在、レストラン「ドゥエ・コロンネ（Due Colonne）」になっている。numero civico 2311 Rio Terà Secondo の建物には2つの記念プレートが配置されているが、これらはマヌティウスに宛てられた同時期の手紙に基づいて誤って配置されたものと考えられている。最初のプレートは1828年にアボット・ドン・ヴィンチェンツォ・ゼニエ（Abbot don Vincenzo Zenier）によって置かれたものである。

### マヌティウスによる出版活動
マヌティウスは「テルマエ」に住み込んで働き、アルド印刷所の出版物を製作した。印刷所でははじめ、プラトン、アリストテレス、およびその他のギリシア語とラテン語の古典が新たに印刷された。アルドゥスはまた、本の解釈の助けとなるよう辞書と文法書も印刷したが、こうした書物は、古典を原語のまま教えるためにギリシア語を学びたがっていた学者たちによって活用された。ギリシャ語で学んだ学者の一人であるエラスムスは、アルド印刷所と提携し、正確に翻訳されたテキストを提供してもらっていた 。歴史家のエリザベス・アイゼンスタインは、1453年のコンスタンティノープル陥落によってギリシャの学問の重要性や存続が脅かされたと主張したが、アルド印刷所などの出版物がこれを支えたと言える。なお、ギリシア語文献を刊行するにあたっては、クレタ島カンディア出身のマルコス・ムスロスが編集・校訂面で活躍した。こうして印刷所は、特に1490年代後半以降ヴェネツィア議会、総督、教皇庁から様々な印刷特認権も得ながら、ヴェネツィア共和国内におけるギリシャ語著作の印刷を事実上独占した。後述する新しい活字を制作・使用しつつ、八折り版を含めた多くの古典の刊行を行った。しかし共和国外では問題を抱えており、印刷所がパリに設けていた代理店はリヨンやその他の場所で製作された多くの偽造品による影響を受けた。アルド印刷所はその後、同時代の言語、主にイタリア語やフランス語にも手を拡げていった。
印刷所はまた、マヌティウスの友人、同僚、編集者らのグループが集まりギリシャ語とラテン語のテキスト翻訳をはじめとする交流を行ったサロン「ネアカデミア」の活動場所でもあった :1-5 。マヌティウスは1502年から1504年にかけて、アカデミーの名前を奥付に記した7書を印行している。
1505年の謝肉祭の頃、マヌティウスはアーゾラのアンドレア・トッレザーニの娘であるマリアと結婚した。トッレザーニとマヌティウスはすでにビジネスパートナーの関係にあったが、この結婚により出版事業における2人の持ち分が合わさることとなった。結婚後、マヌティウスはトッレザーニの家に住まうこととなった。この頃印刷所の隆盛は落ち着きを見せており、1506年には印刷所も聖パテルニウス教区にあるトッレザーニの家に移された。この建物は1873年に取り壊され、現在はヴェネツィア広場、マニン広場にある銀行の建物の一部となっている。

### マヌティウスの死後
マヌティウスは1515年2月6日に死亡した。彼の死後、印刷所はアンドレア・トッレザーニと彼の娘、すなわちマヌティウスの妻であったマリアによって運営された。印刷所は1508年に「アルドゥスとアンドレア・トッレザーニの家にて (In the House of Aldus and Andrea Torresano)」という刊記を付し、1529年までこれを用いて発行を続けた。1533年、アルドゥスの息子のパウルス・マヌティウス（Paulus Manutius, 1512–1574）による経営のもとで印刷所は再開し、名称を「アルドゥスの後継者たちとアンドレア・トッレザーニ (Heirs of Aldus and Andrea Torresano)」に変更した。さらに1539年、刊記は「アルド・マヌーツィオの息子たち (Sons of Aldo Manuzio)」に変更される。1567年にはアルドゥスの孫のアルドゥス・マヌティウス・ジュニア（Aldus Manutius the Younger, 1547-1597）が印刷所を引き継ぎ、1597年に死ぬまで事業を続けた。

## 特徴
アルド印刷所の出版活動における主な特徴として、以下の要素が挙げられる。

### 活字
マヌティウスは活字制作者フランチェスコ・グリッフォを雇い、ギリシア語活字4書体5種、ローマン体活字6書体10種、イタリック体活字1種、ヘブライ語活字1種を制作した。とりわけ、人文主義者の手書きを再現するように設計されたイタリック体をはじめて制作・使用したことは、アルド印刷所の顕著な特徴となった。それまでの活字はブロック体であり、手書きの文字が活字になるというのは画期的な出来事であった。イタリック体は、1495年にピエトロ・ベンボ枢機卿の De Aetna を印刷するために最初に使用された。
また、彼の制作したギリシア語活字はアクセントおよび気息記号や多様な連字、縮約文字などを含み、ギリシア語写本を正確かつ完全に印刷で再現可能にした最初の活字である。これらの書体は違法に模造され、ヨーロッパ中に広まっていった。

### 携帯可能な小型本
マヌティウスは、手動または小型の手持ち武器を意味する「エンキリディオン(en:wikt:enchiridion)」という用語を使用して、携帯可能な八折り版サイズの小型本を製作した。細く小さな活字の発明が、本の小型化を可能にしたのである。小型の本はそれまでにも宗教関係者の間でミサに携行するために使用されるなどしていたが、一般読者向けに持ち運び可能な小型本を刊行したのはアルド印刷所が最初であった。アルド印刷所が製作したこうした新しい携帯用の本は決して安価ではなかったとはいえ、この時代に大量のテキストや注釈（註解）書を購入するのに必要とされたような多額の投資は不要であった。
アルド印刷所が出版をはじめた小型本の普及により、読者はそれまでのように書見台の置かれた部屋へ赴いて大きく重い本のページを繰るのではなく、小さく軽い本を各々が移動する先へ持ち運ぶことができるようになっていった。人間はもはや本のもとへ「行く」のではなく、本が人間と一緒に「やって来る」ようになったのである。

### ノンブル（ページ番号）と索引
印刷本にはじめてノンブル（ページ番号）と索引を付けて刊行したのも、マヌティウスのアルド印刷所であるとされている。彼は1499年に最初のノンブル付きの本（Cornucopiae linguae latinae Niccolò Perotti, 1499）を刊行したのを皮切りに、1514年までに17版のノンブル付きの本を刊行した。これによって読者は必要な箇所を正確かつ迅速に参照することが可能になった。また、正誤表をこれらと合わせて使用することで、印刷所における誤植への対応が容易となった。

## 商標

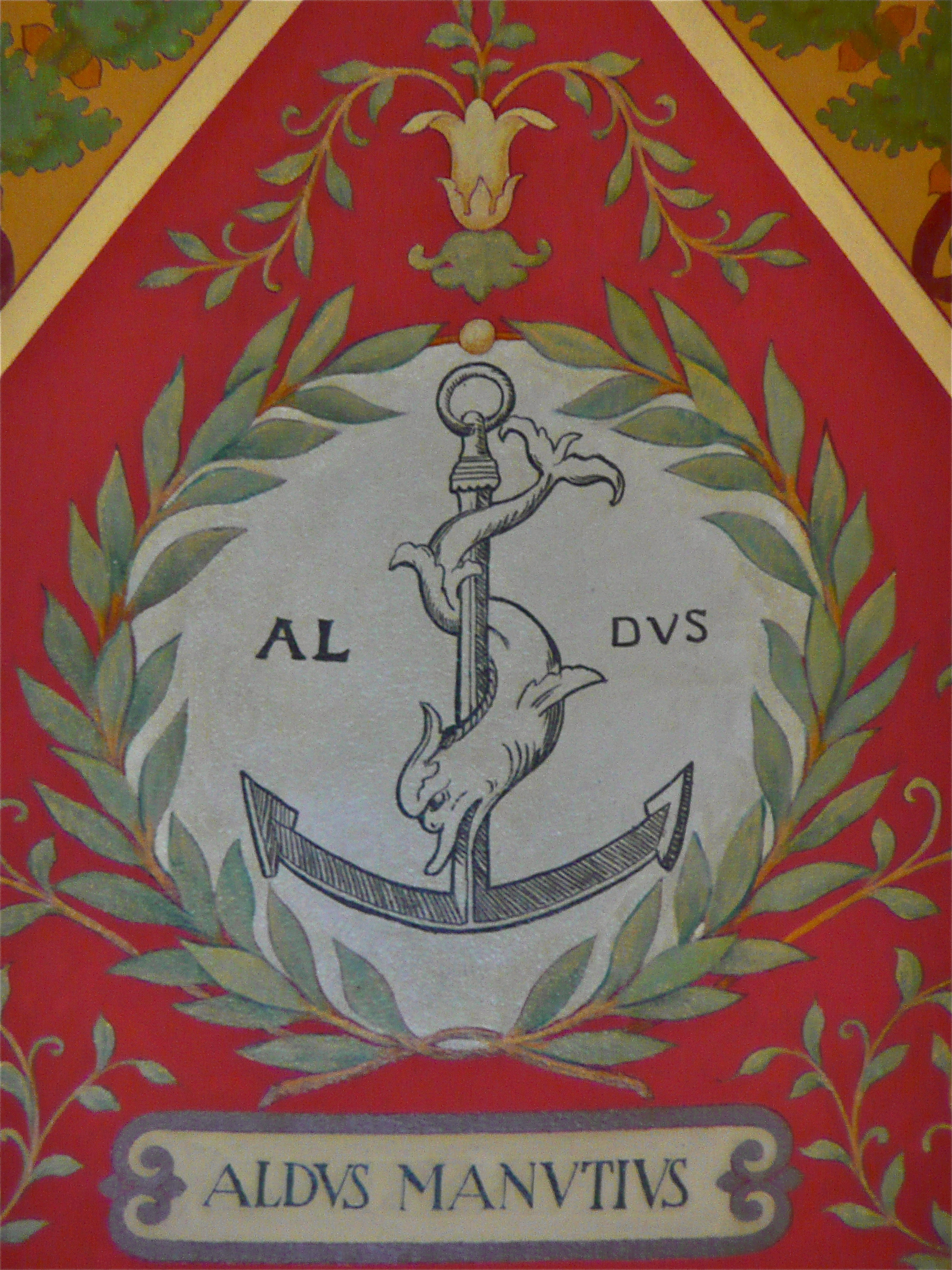
「錨とイルカ」の商標

1501年、マヌティウスは印刷所の商標として、錨に巻きついたイルカの図柄を使用した。この商標はヨーロッパ印刷史上最も有名な商標であるとも言われている。
「イルカと錨の図案は、その起源を直近ではピエトロ・ベンボに負っていた。マヌティウスはこの6年後、エラスムスに対し、ローマ帝国のウェスパシアヌス帝の下で鋳造された銀貨をベンボからもらった際にこの商標のイメージが生まれたことを伝えた」という。銀貨に描かれていたイルカと錨の図柄には、「ゆっくり急げ」という意味の "Festina Lente" という格言が付されていた。これがアルド印刷所の標語であったとも考えられている。
この商標の最も早い使用例は、1502年6月に刊行された『キリスト教者詩集 Poetae christiani veteres』第2巻である。

## 出版物
アルド印刷所による出版物の部分的なリスト。"Aldus Manutius: A Legacy More Lasting than Bronze" より引用。
- Musarum Panagyris Aldus Manutius, after March 1487 and before March 1491.
- Erotemata cum interpretatione Latina Constantine Lascaris, 8 March 1495.
- Opusculum de Herone et Leandro, quod et in Latinam Linguam ad verbum tralatum est Musaeus, before November 1495 (Greek text) and 1497/98 (Latin text).
- Dictionarium Graecum Johannes Crastonus, December 1497.
- Institutiones Graecae grammatices Urban Valeriani, January 1497.
- Rudimenta grammatices latinae linguae Aldus Manutius, June 1501.
- Poetae Christiani veteres, June 1502.
- Institutionum grammaticarum libri quatuor Aldus Manutius, December 1514.
- Suda, February 1514.

ギリシャ語著作。マヌティウスは、30のギリシャ語テキストの「初版本」(editiones principes) を印刷し、写本という形態の脆弱性を補った。
- Eclogae triginta... Theocritus, February 1496.
- Theophrastus de historia plantarum... Aristotle, 1 June 1497.
- De mysteriis Aegyptiorum, Chaldaeorum, Assyriorum... Iamblichus, September 1497.
- Aristophanis Comoediae novem Aristophanes, 15 July 1498.
- Omnia opera Angeli Politiani... Angeloa Ambrogini Poliziano, July 1498.
- Herodoti libri novem quibus musarum indita sunt nomina Herodotus, September 1502.
- Omnia Platonis opera Plato, May 1513.
- Oratores Graeci, May 1513.
- Deipnosophistae Athenaeus, August 1514.

ラテン語著作
- Scriptores astronomici veteres Firmicus Maternus, 17 October 1499.
- Petri Bembi de Aetna ad Angelum Chabrielem liber Pietro Bembo, February 1496.
- Diaria de Bello Carolino Alessandro Benedetti, 1496 (the first published work of the Aldine Press using the humanist typeface).
- Libellus de epidemia, quam vulgo morgum Gallicum vocant Niccolò Leoniceno, June 1497.
- Hypnerotomachia Poliphili Francesco Colonna, December 1499.
- Epistole devotissime de Sancta Catharina da Siena St. Catherina of Siena, 19 September 1500.
- Opera Publius Vergilius Maro, April 1501.
- Opera Quintus Horatius Flaccus, May 1501.
- Rhetoricorum ad C. Herennium...libri Marcus Tullius Cicero, March 1514.

八折り判
- Le cose volgari de Messer Francesco Petrarcha Francesco Petrarca, July 1501.
- Opera Catullus, Tibullus, and Propertius, January 1502.
- Epistolae ad familiares Marcus Tullius Cicero, April 1502.
- Le terze rime Dante Alighieri, August 1502.
- Pharsalia Marcus Annaeus Lucanus, April 1502.
- Tragaediae septem cum commentariis Sophocles, August 1502.
- Tragoediae septendecim Euripides, February 1503.
- Fastorum...libri, de tristibus..., de ponto Publius Ovidius Naso, February 1503.
- Florilegium diversorum epigrammatum in septem libros Greek Anthology, November 1503.
- Opera Homer, after 31 October 1504.
- Urania sive de stellis Joannes Jovianus Pontanus, May & August 1505.
- Vita, et Fabellae Aesopi... Aesop, October 1505.
- Epistolarum libri decem Gaius Plinius Caecilius Secundus, November 1508.
- Commentariorum de Bello Gallico libri Gaius Julius Caesar, December 1513.
- Odes Pindar, January 1513.
- Sonetti et Canzoni. Triumphi Francesco Petrarca, August 1514.

### アーカイブ
これまでに集められたアルド版の最も完全に近いコレクションは、マンチェスターのジョージ・スペンサー (第2代スペンサー伯爵)のオルソープ図書館、現在のジョン・ライランズ図書館にある。
北米では、最も重要なアルド版の所蔵は、カリフォルニア大学ロサンゼルス校のアーマンソン・マーフィーアルド版コレクション、テキサス大学オースティン校のハリー・ランソム・センター、およびブリガムヤング大学のハロルド B. リー図書館に見られる。